# Nordhärmtrast
Nordhärmtrast (Mimus polyglottos), även kallad nordlig härmtrast, är en nordamerikansk vanlig och välkänd tätting i familjen härmtrastar.

## Utseende
Nordhärmtrasten är en påfallande långstjärtad fågel med en kroppslängd på cirka 25 centimeter. Ovansidan är blekgrå, undersidan vitaktig och i ansiktet har den ett tunt, mörkt ögonstreck. I flykten syns iögonfallande vita stjärtsidor samt stora vita vingfläckar på de mörka vingarna.

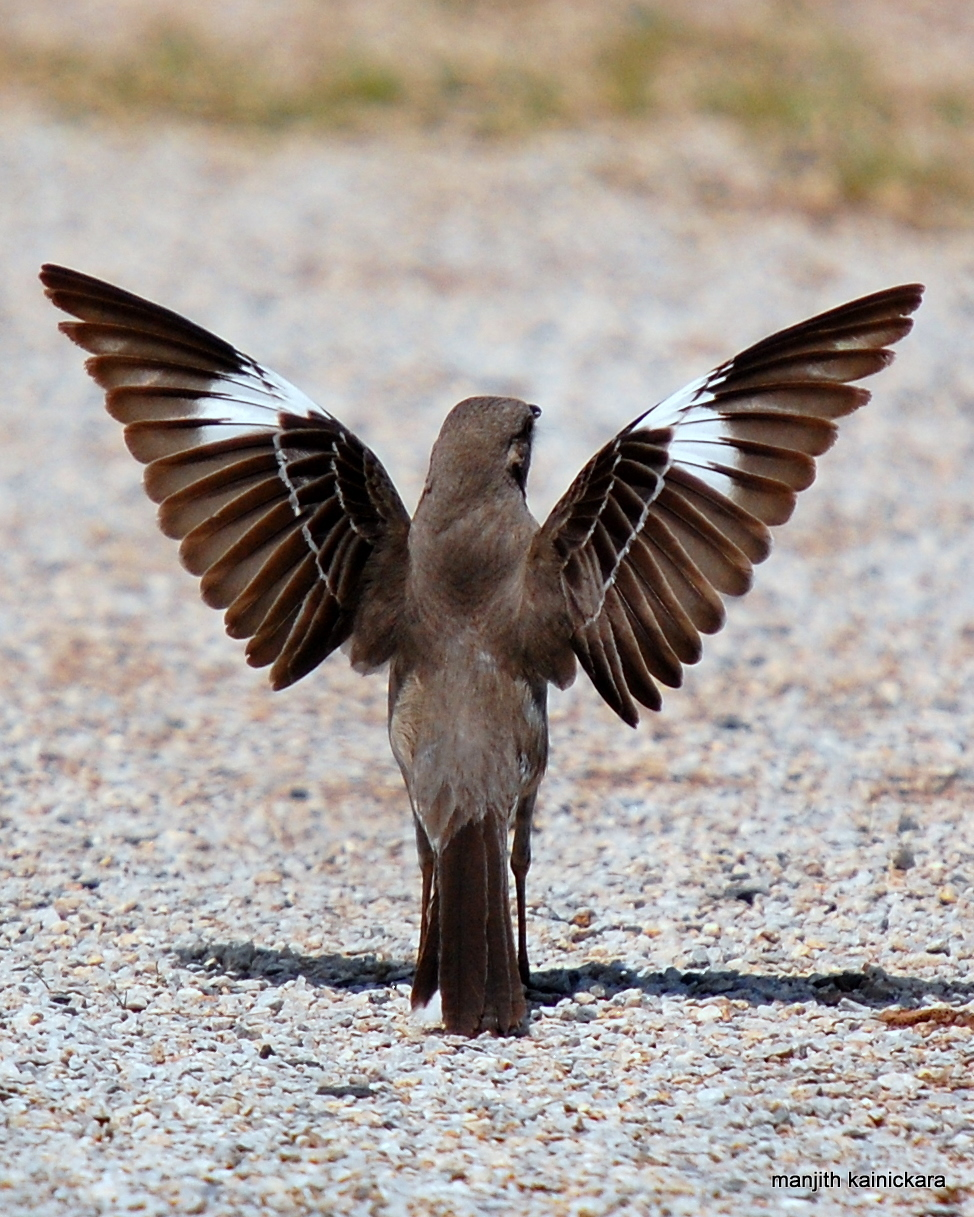
Individ som vingar sig och visar upp den karaktäristiska vingteckningen.

Ungfågeln är streckad på ryggen samt fläckad och streckad på bröstet. Irusen är grå eller grågrön till skillnad från den adulta fågelns gröngula eller gula iris.

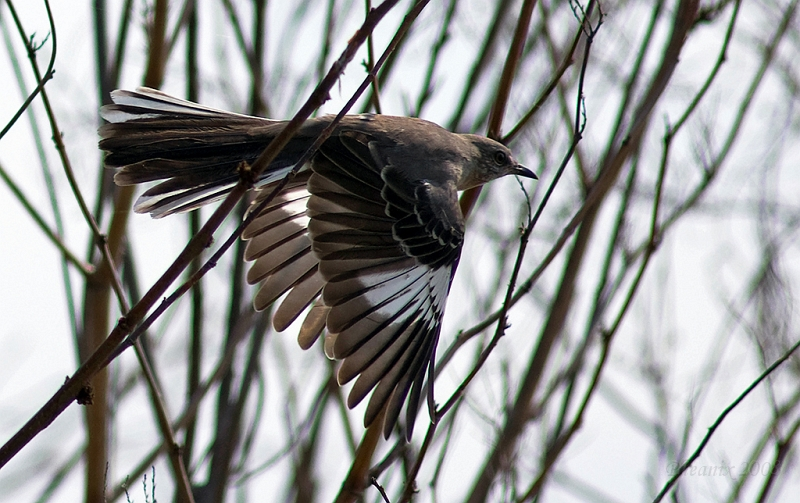
I flykten.

## Läte
Nordhärmtrastens sång är en serie varierande som upprepas två till sex gånger. Den är vida känd för att härma, framför allt andra fågelarter som karolinagärdsmyg, röd kardinal, östlig gråmes, brunsidig busksparv, gråsparv, fläckskogstrast, blåskrika, östsialia, guldspett, större topptyrann samt vandringstrast. Den kan också härma djur som katt, hund, grodor och syrsor, och till och med gnisslande cykelhjul och bilalarm, så pass bra att även andra fåglar, som floridasnårskrikan, blir lurade.

## Utbredning och systematik
Nordhärmtrasten delas in i tre underarter med följande utbredning:
- Mimus polyglottos polyglottos – förekommer från sydöstra Kanada till centrala, östra och sydöstra USA
- Mimus polyglottos leucopterus – förekommer från sydvästra USA till södra Baja California och Oaxaca i södra Mexiko; större än polyglottos med något kortare stjärt och beige anstrykning både ovan och under.[6]
- Mimus polyglottos orpheus – förekommer i Bahamas och på Stora Antillerna; något mindre än polyglottos, något blekare på ryggen och i princip inget beige inslag under.[6]

Underarten leucopterus inkluderas ofta i nominatformen.
Nordhärmtrasten är generellt stannfågel, men individer i norra delen av utbredningsområdet har noterats röra sig söderut under vintern. Det råder dock lite kunskap om dess flyttningsbeteende.

### Nordhärmtrasten i Europa
Arten är en mycket sällsynt gäst i Europa med tre fynd av individer: 30 augusti 1982 i engelska Cornwall, 17 maj 1988 i Essex, även det i England, och i Nederländerna 16 oktober 1988.

## Levnadssätt

### Habitat
Nordhärmtrastens levnadsmiljö varierar geografiskt, men generellt föredrar den öppna områden med begränsad växtlighet och undviker täta skogsområden.  I östra Nordamerika används ofta urbana områden som parker och trädgårdar, framförallt gräsmattor med buskar i närheten för skugga och häckning. I väst ses den däremot mest i chaparral och ökenbuskmarker. Den undviker alltså täta skogsområden.

### Föda
Nordhärmtrasten är en allätare som intar allt från leddjur och maskar till bär, frukt och frön, säsongsmässigt varierande med mest animalisk föda sommartid och vegetabilisk under vintern. Fågeln födosöker på marken, i vegetationen eller gör utfall från en hög sittplats. Under födosöket sprider den vingarna i en märklig tvåstegsrörelse för att visa upp de vita vingfläckarna, möjligen för att skrämma upp insekter. Nordhärmtrasten försvarar aggressivt fruktträd och bärbuskar från andra fåglar.

### Häckning
Nordhärmtrasten häckar på våren och i början av sommaren. Hanen anländer före honan för att etablera revir. Den uppvaktar anländande honan genom att springa runt och visa upp reviret, jaga henne eller visa upp vingfläckarna i flykten. Varje hane kan vara monogam i ett antal år, men studier visar att det även finns inslag av bigami och polygyni.
Både hanen och honan bygger boet, även om hanen gör det mesta arbetet medan honan sitter i en buske eller träd i närheten och håller utkik för predatorer. Boet placeras mellan en och tre meter ovan mark. Honan lägger tre till fem ljusblå eller grönaktiga fläckiga ägg som ruvas i nästan två veckor. Efter kläckning turas båda könen om att mata ungarna.

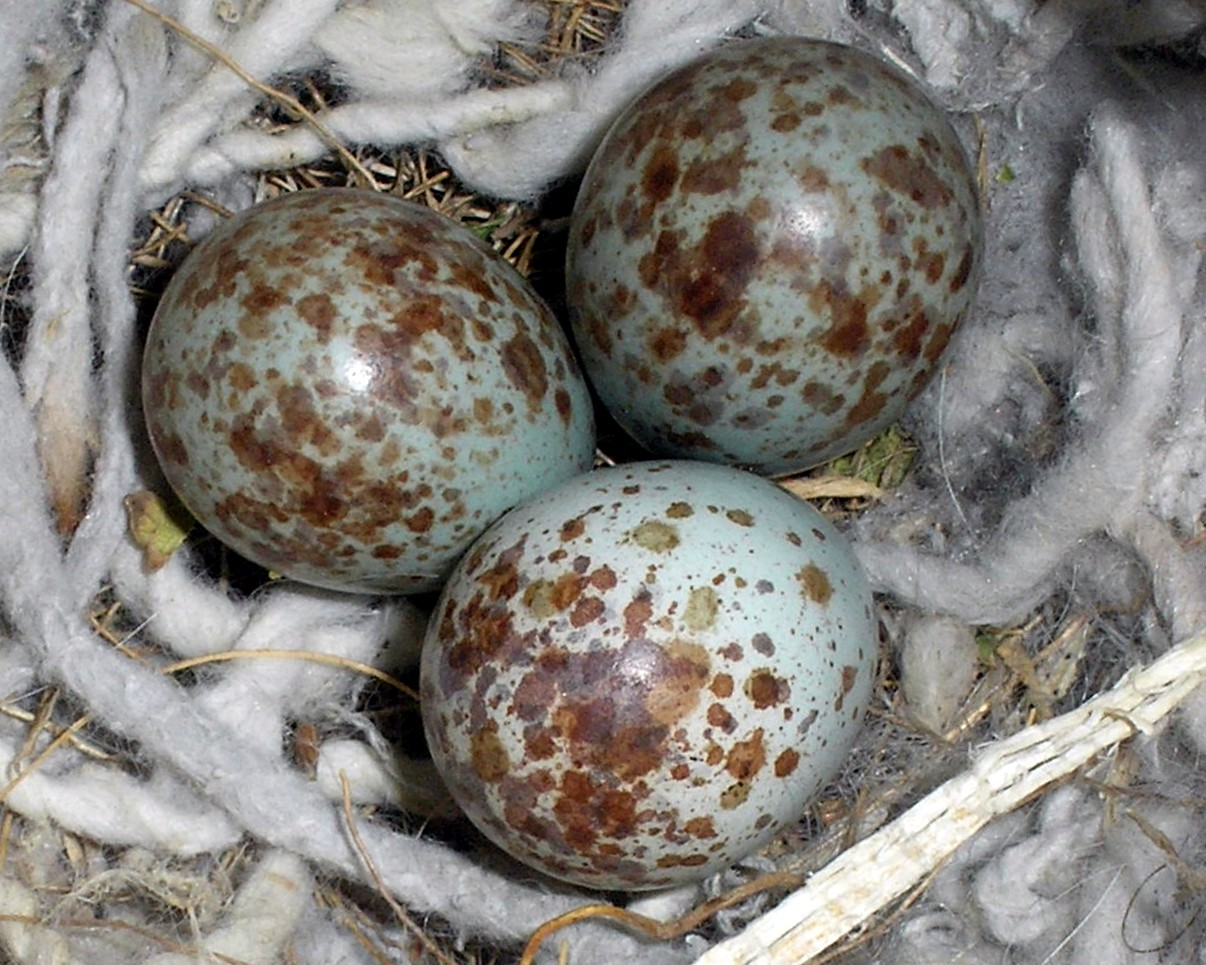
Nordhärmtrastens ägg

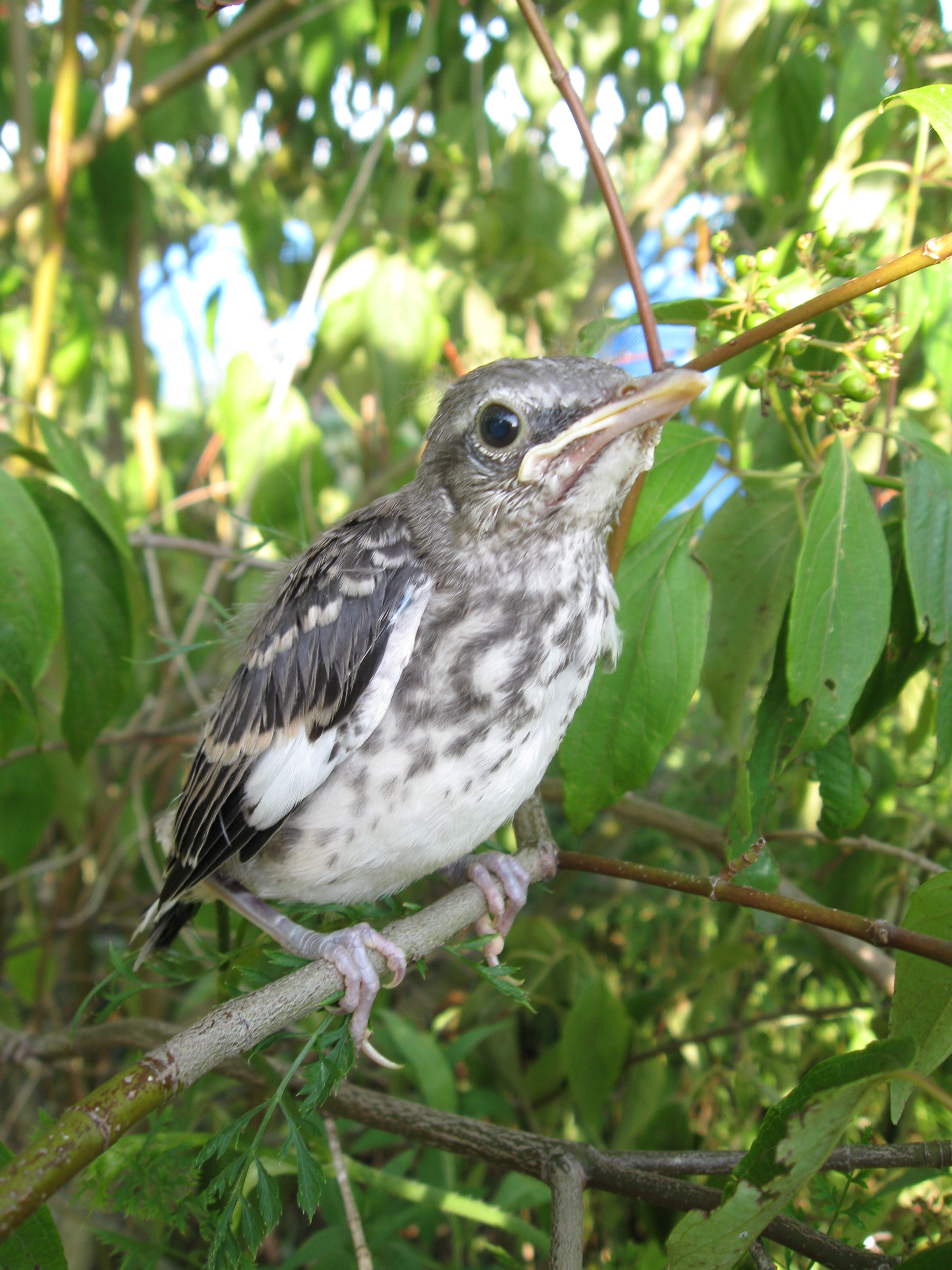
Juvenil

Fåglarna försvarar aggressivt boet och reviret mot predatorer, ibland efter rop på hjälp assisterade av nordhärmtrastar i grannrevir. Den kan attackera både hundar, katter, stora rovfåglar och till och med människor. Nordhärmtrasten hotas också av boparasiterande kostarar och försvarar sig genom att försöka kasta ut kostarens ägg. En studie visar att nordhärmtrasten har större benägenhet att avvisa kostareägg som läggs senare under säsongen.

## Intelligens
2009 publicerades en studie som visade att nordhärmtrastar kan känna igen människoindivider.

## Nordhärmtrasten och människan

### Anpassing till urbana miljöer

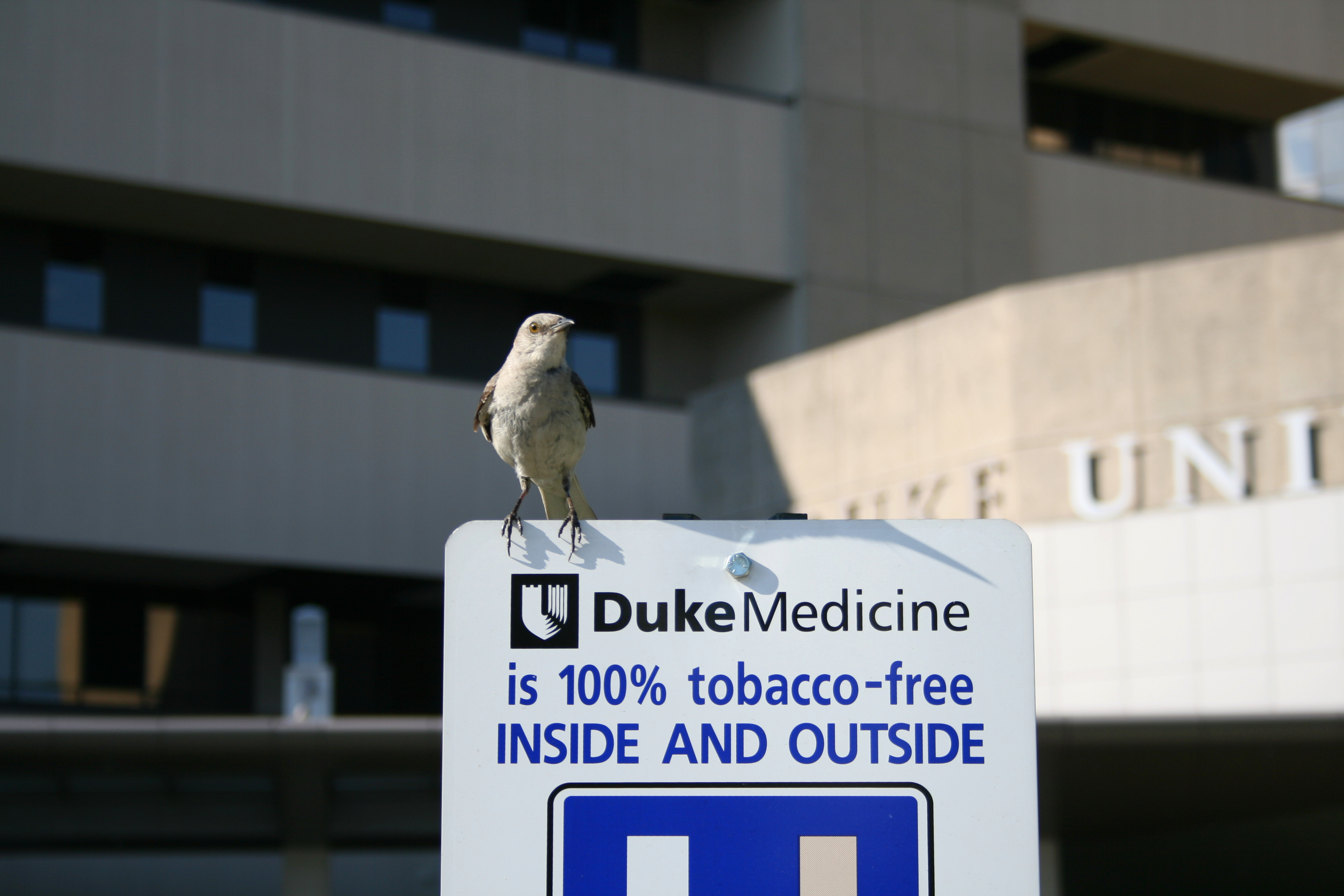
Nordhärmtrast i stadsmijö i Durham, North Carolina.

Idag är det fler nordhärmtrastar som lever i stadsmiljöer än på landsbygden. Överlevnaden är också högre i stan, troligen på grund av större födotillgång och mindre rörelsekostnader.. Stadslevande fåglar har också större benägenhet att återvända till föregående års bo. Det finns dock nackdelar, till exempel ökad grad av blyförgiftning, bland annat i Baltimore och Washington, D.C..

## I kulturen
Nordhärmtrasten är en välkänd fågel i Nordamerika och förekommer både i litteratur och musik. Den kanske mest kända är boken Dödssynden av Harper Lee, på engelska To kill a Mockingbird, "att döda en härmtrast". I boken skildras härmtrastar som oskyldiga och generösa. Två av bokens huvudpersoner, Atticus Finch och Miss Maudie, säger att det är en synd att döda en härmtrast eftersom "det enda de gör är att skapa musik för oss att njuta av. De äter inte upp människors trädgårdar, häckar inte i majsfält, det enda de gör är sjunga med sitt hjärtas fröjd för oss." Den finns även i vaggvisor, folkmusik och i sången Mockin' Bid Hill, på svenska Adress Rosenhill. Fem amerikanska delstater har nordhärmtrasten som officiell delstatsfågel: Arkansas, Florida, Mississippi, Tennessee och Texas, tidigare även South Carolina.

## Status och hot
Arten har ett stort utbredningsområde och en stor population med stabil utveckling. Utifrån dessa kriterier kategoriserar internationella naturvårdsunionen IUCN arten som livskraftig (LC).